# Озаровское
Озаровское — бывшая деревня, затем сельцо в Медынском уезде. Известна в XVI—XVIII веках, далее запустела.

## История
В 1515 году Василий III пожаловал дворянину Дмитрию Ивановичу Мирославичу село Сковороденское с несколькими деревнями, в число которых выходила Озаровская, в Радомском стане Медынского уезда. До перехода в государственное управление село и деревни принадлежали Анне Андреевне Дрожжиной.
В 1694 году сельцо Озаровское у реки Костижа принадлежит Павлу Волчкову.
В 1782 году описывается как сельцо Озаровское Василия и Бориса Александровичей Волчковых из медынских дворян, стоящее по обе стороны от безымянного оврага. В сельце два деревянных господских дома, 6 крестьянских дворов и 67 жителей.